# 丹尼爾·史密斯
丹尼爾·史密斯（英語：Daniel Smith，1991年5月28日—）是澳大利亞的一位游泳運動員，主要擅長自由泳。他代表澳大利亞參加了2016年奧運會男子4×200公尺自由式接力的賽事。他也參加2015年游泳世錦賽，並且獲得了男子4×200公尺自由式接力比賽的銅牌。